# Lentaria
Lentaria Corner (koralóweczka) – rodzaj grzybów z rodziny Lentariaceae. W Polsce występują dwa gatunki.

## Systematyka i nazewnictwo
Pozycja w klasyfikacji według Index Fungorum: Lentariaceae, Gomphales, Phallomycetidae, Agaricomycetes, Agaricomycotina, Basidiomycota, Fungi.
Polską nazwę nadał Władysław Wojewoda w 2003 r., dawniej w polskim piśmiennictwie mykologicznym należące do tego rodzaju gatunki opisywane były jako wieloróżka.
Gatunki występujące w Polsce:
- Lentaria afflata (Lagger) Corner 1950 – koralóweczka białofioletowawa
- Lentaria byssiseda Corner 1950 – koralóweczka płowoochrowa
- Lentaria dendroidea (O.R. Fr.) J.H. Petersen 1996[3]
- Lentaria subcaulescens (Rebent.) Rauschert 1987[3]

Nazwy naukowe na podstawie Index Fungorum. Wykaz gatunków i nazwy polskie według Władysława Wojewody i innych.